# Piledriver (professioneel worstelen)

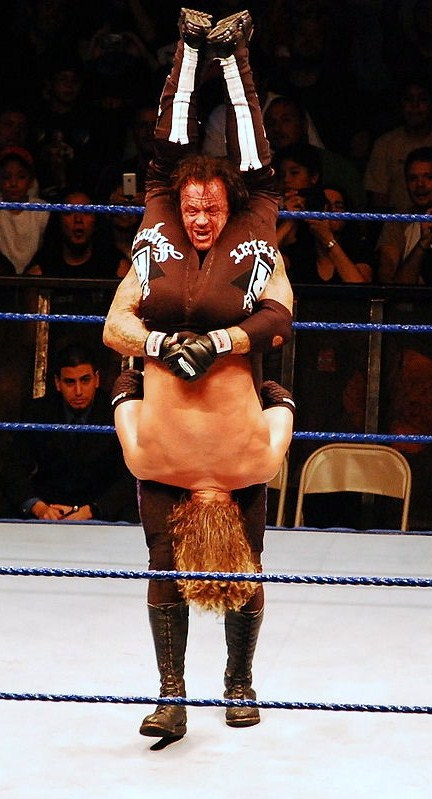
The Undertaker voert een "Tombstone Piledriver" uit op Edge (2008)

Een Piledriver, beter bekend als Tombstone Piledriver, is een professioneel worstelbeweging die sinds 2000 wordt verbannen in verschillende worstelorganisaties over de hele wereld, met uitzondering van The Undertaker en Kane in de organisatie World Wrestling Entertainment.
De "Piledriver" wordt over het algemeen beschouwd als een van de gevaarlijkere worstelmanoeuvres vanwege potentiële compressie van de nek. De beweging werd voor het eerst onder zijn originele naam gebruikt door voormalig professioneel worstelaar Jerry Lawler in de jaren '70, maar werd vooral bekend vanwege de zeer toneelmatige aanwending door The Undertaker, die de beweging populariseerde als "Tombstone Piledriver" bij wijze van afwerkingsbeweging (jargon: finisher).
The Undertakers versie van de "Piledriver" is uitgegroeid tot een begrip in het milieu van sportentertainment. Vanaf oktober 1997 paste Kane de beweging toe, aangezien hij volgens het fenomeen kayfabe de halfbroer was en/of is van The Undertaker in de worstelorganisatie World Wrestling Entertainment. Vanwege de enorme draagwijdte van de carrières van The Undertaker en Kane wordt de "Piledriver" beschouwd als een van de populairste worstelmanoeuvres in de geschiedenis.

## Definitie
De "Piledriver" is een beweging waarbij een tegenstander eerst met het hoofd de grond raakt (jargon: driver), maar die - indien verkeerd uitgevoerd - ernstige hoofdletsels kan aanrichten. Dit staat in contrast met een cutter, waarbij de hele voorzijde van het lichaam rechtstreeks in contact komt met het canvas - maar hetwelke net als bij een "Piledriver" ernaartoe wordt gewerkt. Twee worstelaars die steeds een cutter uitvoeren en/of uitvoerden zijn of waren Diamond Dallas Page en Randy Orton - onder de namen "Diamond Cutter" en "RKO", respectievelijk.
Men voert een "Piledriver" staand uit, waarbij - mits een zekere medewerking van de wederpartij - de somtijds aanstormende "tegenstrever" over de schouder wordt getild en vervolgens in een positie wordt gedragen met het hoofd naar beneden - d.w.z. ondersteboven. De tegenstander wordt als zodanig stevig vastgegrepen ter hoogte van de onderrug. Om de veiligheid te garanderen gebiedt men de voorzijde van het lichaam van de wederpartij tegen de buik te drukken. Het hoofd van de executant bevindt zich in het meest logische geval tussen de dijen van de tegenstander. Een tegenstander houdt vast aan de heupen van de executant. Het voorbeeld dat hier wordt omschreven is de knielende "Tombstone Piledriver" van The Undertaker en Kane (zie foto). Een tegenstander wordt daarna met het hoofd visueel "de grond in geboord". Men dient evenwel te allen tijde rekening te houden met het fenomeen suspension of disbelief, intern beter bekend als kayfabe, de fictieve aard van professioneel worstelen.
Er is zowel sprake van een zittende ("sit-out") als knielende ("kneeling") variant van de "Piledriver". De zittende variant verschilt van de knielende doordat het lichaam van de tegenstander omgekeerd wordt gedragen en dus ter hoogte van de onderbuik wordt vastgegrepen, waardoor men in geval van een knielende "Piledriver" ook wel spreekt van een “kneeling reversed Piledriver”. The Undertaker en Kane voeren de knielende variant uit, waarvan The Undertaker zijn versie meermaals springend heeft uitgevoerd. The Undertaker vloerde Shawn Michaels met een springende "Tombstone Piledriver" bij het evenement WrestleMania XXVI op 28 maart 2010. The Undertaker zou er in diezelfde wedstrijd nog twee uitvoeren, waarvan één buiten de ring en dus op de vloer. De broers Bret en Owen Hart brachten de zittende versie ten uitvoer, waarvan Bret Hart zich net als The Undertaker een aantal keer aan een springende uitvoering waagde. Owen Hart realiseerde de zittende versie gedraaid ("reversed"), net als de knielende versie met de achterzijde van het lichaam van de tegenstander naar zich toe.

## Geschiedenis

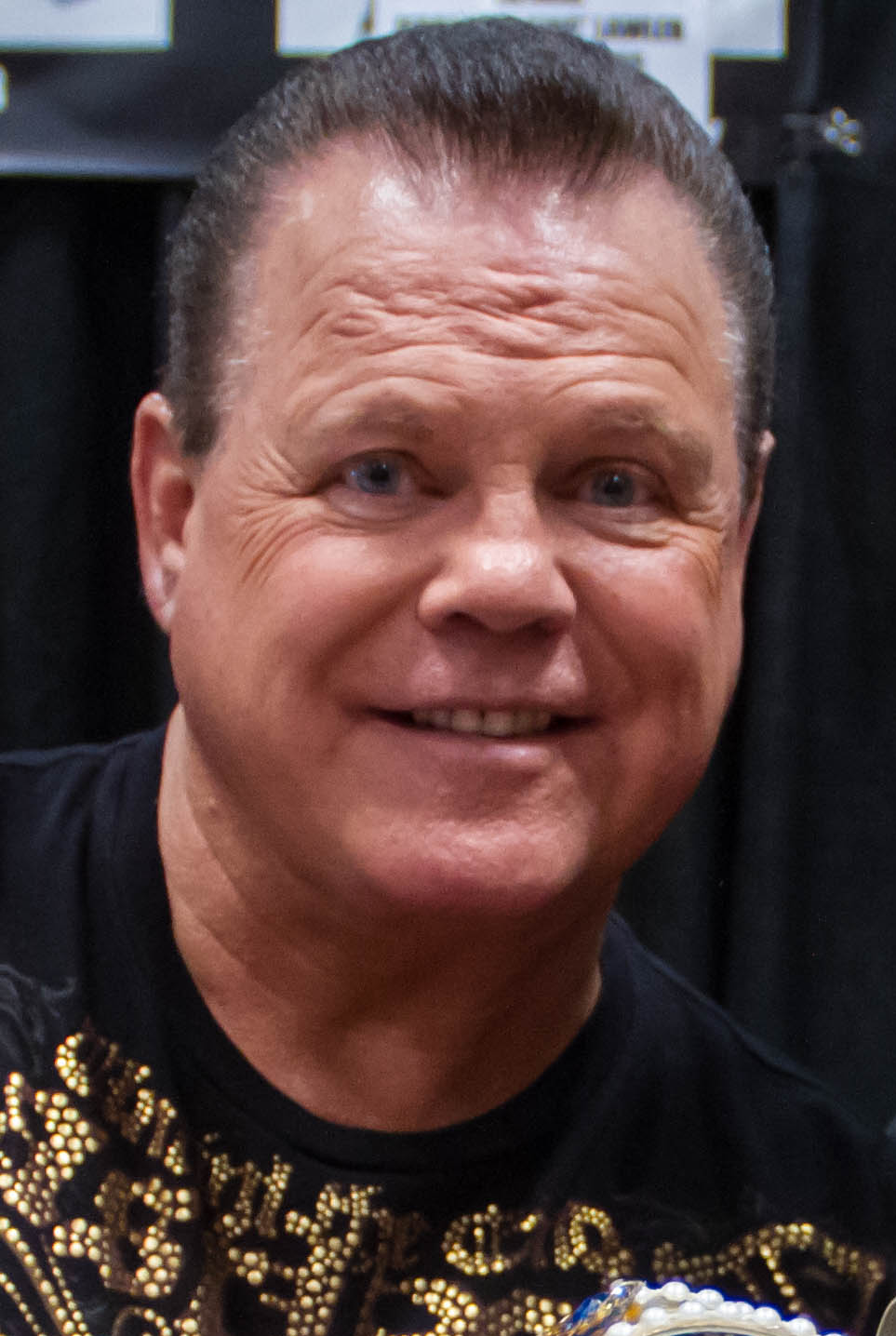
Jerry Lawler, bedenker van de "Piledriver"

### Ontstaan
Jerry "The King" Lawler is de geestelijke vader van de "Piledriver". Lawler gebruikte de beweging als afwerkingsbeweging vanaf de jaren '70, toen hij uitkwam voor de worstelorganisatie "National Wrestling Alliance" (NWA), die later werd overgenomen door World Championship Wrestling (WCW). De naam "Piledriver" is afgeleid van het Engelse woord Pile driver (Nederlands: "heimachine"). Lawler introduceerde toen de zittende variant. Het aanheffen van de beweging door Lawler heeft bijgedragen aan de status die de "Piledriver" momenteel geniet.
Buddy Rogers - tot zijn pensioen in 1982 -, Harley Race, Arn Anderson, Tully Blanchard en Paul Orndorff namen de beweging over van Lawler. Lawler paste de beweging regelmatig toe op worstelaars als Ric Flair en Dusty Rhodes. De "Piledriver" werd ook na Lawlers vertrek in de "NWA" regelmatig gebruikt in het milieu van sportentertainment. In de jaren '80 startte Bret Hart en later ook diens broer Owen met het effectueren van de "Piledriver". De broers voerden de beweging steevast uit vooraleer ze de Sharpshooter als laatste opvoerden - hun "Sharpshooter" is een submissionbeweging.

### Tombstone Piledriver
Vanaf het voorjaar van 1991 gebruikte The Undertaker de beweging als afwerkingsbeweging (jargon: finisher), meer bepaald nadat hij besloot zijn vorige beweging "Heat Seeking Missile" op te bergen. The Undertaker speelde het personage van een "dode man" (letterlijk "The Deadman"). De "Piledriver" stond voortaan bekend als "Tombstone Piledriver", vrij vertaald "Grafzerk Piledriver". Na uitvoering van een "Tombstone Piledriver" legt The Undertaker zijn handen op die van de tegenstander - die zich op de borststreek bevinden - ("Rest in Peace"), waarna een pinfall wordt ingeleid voor een (eventuele) overwinning.
The Undertaker bracht de "Piledriver" verder onder de aandacht naarmate zijn winstreeks bij het evenement WrestleMania steeds beroemder werd. Meestal breidde hij deze winstreeks uit na het uitvoeren van een "Tombstone Piledriver". Op 5 oktober 1997 debuteerde Kane - als de fictieve halfbroer van The Undertaker - met de "Tombstone Piledriver" bij het pay-per-viewevenement Badd Blood: In Your House in de allereerste Hell in a Cell match in de geschiedenis van de World Wrestling Entertainment. Kane viel The Undertaker ermee aan, waardoor Shawn Michaels de overwinning in de wacht sleepte.

### Ongeluk met "Stone Cold" Steve Austin
De "Piledriver" kwam in een slecht daglicht te staan bij het evenement SummerSlam in augustus 1997, toen Owen Hart de zittende versie verkeerd uitvoerde op zijn tegenstander Stone Cold Steve Austin. Het resultaat was een gebroken nek, een lange revalidatie en blijvende schade aan de nek voor Austin. Uiteindelijk zou het ongeluk Austins carrière verkorten omdat hij naderhand een risico liep op totale verlamming. Het ongeluk met Austin was rond de eeuwwisseling de aanleiding tot afschaffing van de "Piledriver" in de World Wrestling Entertainment. Austin onderging chirurgie in het voorjaar van 2000 en vervolgde zijn carrière, maar beëindigde deze in maart 2003 na het evenement WrestleMania XIX.

### Afschaffing
Een standaard "Piledriver" is sinds 2000 officieel wereldwijd verboden, hoewel de beweging nog steeds in zeldzame gevallen wordt gebruikt in sommige organisaties. Tegenwoordig resulteert de beweging in extreme gevallen tot automatische diskwalificatie, zoals in Memphis (Tennessee). Bij sommige organisaties in het Verenigd Koninkrijk kan een "Piledriver" niet alleen een diskwalificatie tot gevolg hebben, maar ook een boete. In Mexico is de "Piledriver" bekend als "Martinete" in lucha libre-organisaties, maar de uitvoering ervan resulteert sinds enkele jaren eveneens in een automatische diskwalificatie. Een "Martinete" verwijst over het algemeen naar de "Tombstone Piledriver" van The Undertaker, maar dan onder Spaanse noemer.
Er wordt sinds de wereldwijde cassatie van de "Piledriver" een uitzondering gemaakt voor The Undertaker en Kane - met name door de gerenommeerde worstelorganisatie World Wrestling Entertainment -, maar op 3 april 2011 voerde Triple H met wederzijdse instemming een "Tombstone Piledriver" uit op The Undertaker bij het evenement WrestleMania XXVII. Twee jaar later voerde CM Punk de zittende variant van de "Piledriver" eenmalig uit op John Cena in een aflevering van de worstelshow Monday Night Raw op 25 februari 2013. Momenteel houden The Undertaker en Kane de beweging in ere, hoewel beiden al een respectabele leeftijd hebben bereikt en de "Piledriver" als dusdanig met uitsterven wordt bedreigd.